# ناحیه مرکز اوست
ناحیه مرکز اوست (به لاتین: Centre-Ouest Region) یک منطقهٔ مسکونی است که در بورکینافاسو واقع شده‌است. ناحیه مرکز اوست ۲۱٬۷۲۶ کیلومتر مربع مساحت و ۱٬۶۵۹٬۳۳۹ نفر جمعیت دارد.